# Chlepkó Ede
Chlepkó Ede, néhol Hlepkó vagy Chlepko Hantos, (Diósgyőr, 1883. június 5. – Szovjetunió, 1938.) kommunista politikus, vasesztergályos.

## Élete
Kezdetben az MSZDP-tagja volt, 1895-től a Lipták-gyárban a munkástanácsának elnökeként működött. 1906-tól részt vett a szakszervezeti mozgalomban, a vasasszakszervezet szervező bizottságának és a budapesti helyi csoport vezetőségének tagja, később a Lipták-gyár egyik főbizalmija. Az első világháború idején részt vett az antimilitarista mozgalomban, 1918-ban pedig egyik megalapítója volt a KMP-nek, és a KMP első Központi Bizottságának tagjává is megválasztották. 1919 februárjában kommunista társaival letartóztatták, a Magyarországi Tanácsköztársaság idején a Vörös Őrség főparancsnoka, illetve a kispesti járás kormányzótanácsi biztosa volt. A kommün megdöntése után emigrált, Csehszlovákiában, Ausztriában, majd Németországban végzett pártmunkát. 1923-ban a Szovjetunióba emigrált, ahol vasesztergályosként dolgozott, mígnem az 1930-as évek végén letartóztatták, elítélték és kivégezték. Chlepko Ede a szovjet börtönben halt meg 1950. április 23-án. https://ru.openlist.wiki/%D0%A5%D0%BB%D0%B5%D0%BF%D0%BA%D0%BE_%D0%AD%D0%B4%D1%83%D0%B0%D1%80%D0%B4_%D0%98%D0%BE%D1%81%D0%B8%D1%84%D0%BE%D0%B2%D0%B8%D1%87_(1883)

## Emlékezete
- Chlepkó Ede bronz mellszobrát Szabó György készítette 1980-ban. Budapesten a XIX. kerületben állt az egykor a politikus nevét viselő téren (ma: Ötvenhatosok tere). 1992-ben  a szobor átkerült a Szoborparkba.[9]